# Erythridula planerae
Erythridula planerae är en insektsart som beskrevs av Dmitry A. Dmitriev och Dietrich 2009. Erythridula planerae ingår i släktet Erythridula och familjen dvärgstritar. Inga underarter finns listade i Catalogue of Life.